# Prueba Villafranca de Ordizia 2008
La Prueba Villafranca de Ordizia 2008, ottantacinquesima edizione della corsa e valida come evento dell'UCI Europe Tour 2008 categoria 1.1, si svolse il 25 luglio 2008 su un percorso totale di 165,7 km. Fu vinta dal russo Vladimir Karpec che terminò la gara in 3h50'04", alla media di 43,214 km/h.
Al traguardo 73 ciclisti portarono a termine il percorso.

## Ordine d'arrivo (Top 10)
| Pos. | Corridore            | Squadra      | Tempo    |
| ---- | -------------------- | ------------ | -------- |
| 1    | Vladimir Karpec      | C. d'Epargne | 3h50'04" |
| 2    | Bruno Pires          | LA Aluminos  | a 33"    |
| 3    | Sergio Pardilla      | Burgos Mon.  | a 39"    |
| 4    | Manuel Vázquez Hueso | Contentpolis | a 1'32"  |
| 5    | José Rujano          | C. d'Epargne | a 1'34"  |
| 6    | Jesús Buendía        | Contentpolis | a 1'35"  |
| 7    | Miyataka Shimizu     | Meitan Hompo | a 1'36"  |
| 8    | Alexei Schtschebelin | Cinelli-OPD  | s.t.     |
| 9    | Adrián Palomares     | Contentpolis | s.t.     |
| 10   | José Luis Carrasco   | Andalucía    | s.t.     |